# Golvvärme

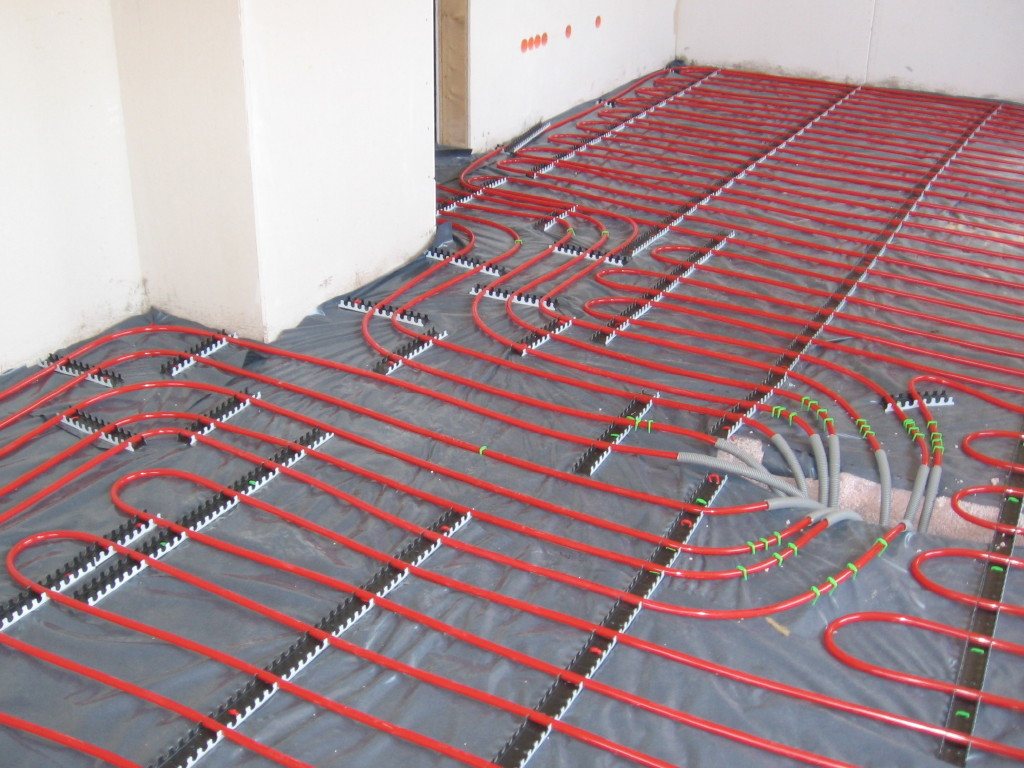
Exempel på golvvärmerör PEX.

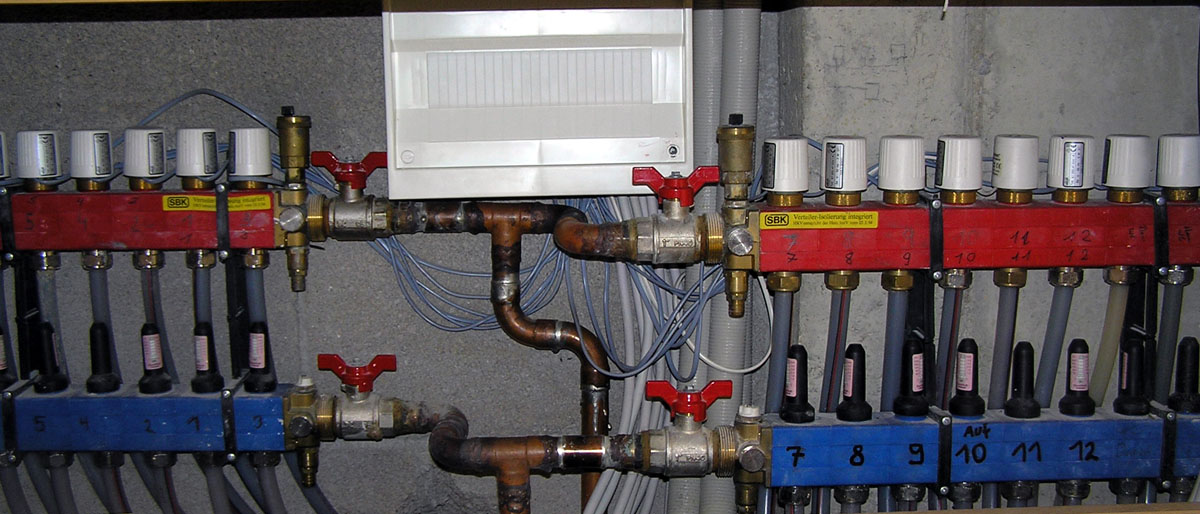
Golvvärmecentral för att reglera värmen i olika rum.

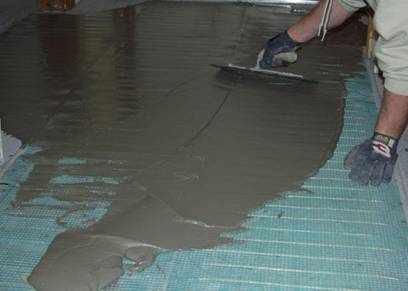
Elektrisk värmekabel som gjuts in med flytspackel.

Golvvärme är ett värmesystem som värmer upp golvet för att sedan avge värme till rummet. Det finns tre typer av golvvärme, luftburen, vattenburen och elektrisk. Förutsättningen för att golvvärme ska vara energieffektiv är att grunden förses med tillräcklig tjock värmeisolering under betongplattan, från 25 cm upp till 40 cm. Certifikat finns för luftburet eller vattenburet golvvärmesystem med P-märkning.   

## Elektrisk golvvärme
Grundprincipen för elektrisk golvvärme är att man kopplar elektrisk ström över ett motstånd. Resistansen (Ohm) i motståndet ger en ström (Ampere), spänningen (Volt) tillsammans med strömmen ger i sin tur en Effekt (Watt) som avges i form av värme.
Elgolvvärme finns i olika varianter men kan huvudsakligen delas upp i fyra huvudtyper: värmekabel, golvvärmefolie, lågvolt och självreglerande golvvärme.
Oftast läggs elektrisk golvvärme under klinker i till exempel badrum eller kök. Men på senare tid har det även blivit allt vanligare att det installeras under trägolv så som laminat eller parkett.

## Luftburen golvvärme

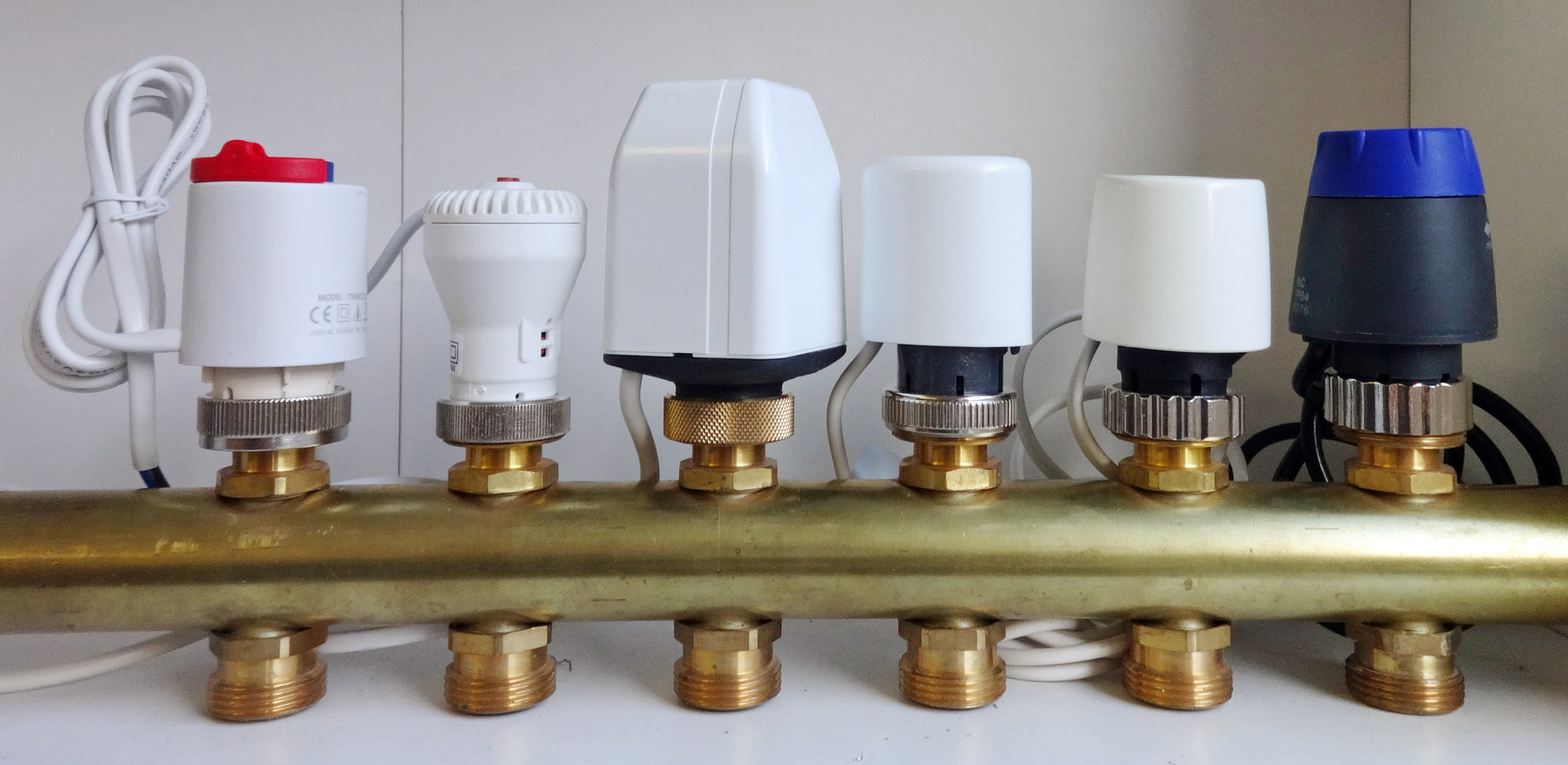

Varmluft leds genom ventilationsrör med hjälp av ett fläktsystem. Rören är ingjutna i den underliggande betongplattan som även ackumulerar värme. 

## Vattenburen golvvärme
Vattenburen golvvärme är ett lågtemperatursystem i jämförelse med radiatorer som är ett högtemperatursystem. 
Varmvatten leds genom rör av stål, koppar eller mer vanligt polyetenrör (PEX) från värmekällan. Vattenburen golvvärme är ingjuten i den underliggande betongplattan, som även ackumulerar värmeenergi. Det finns även system för träbjälklag, dessa system består av moduler av cellplast och aluminiumplåt som läggs på ett undergolv eller vilar på bjälklaget. Över golvvärmesystemet läggs valfria golv, även golv med keramik förekommer.

## Fördelar med golvvärme
I de fall den underliggande betongplattan är väl isolerad underifrån med till exempel cellplast eller styv mineralull av en tjocklek av 250 mm eller mera, kan man få en ackumulerande effekt. En annan fördel är att man får ett behagligt golv, särskilt vid keramiska eller syntetiska beläggningar som känns kalla, eller i våtutrymmen som behöver torka och ventileras ur snabbt. Lufttemperaturen i rummet kan sänkas någon eller ett par grader med bibehållen komfort då det inte längre känns kallt om fötterna och detta kan, med god undertill liggande isolering totalt sett minska byggnadens energiförbrukning . Vid nybyggnad kan man utnyttja golvvärmen till att torka ur betongen, eller om det skulle uppstå någon form av vattenskada torkar golvet snabbare. Man kan använda solfångare till vattenburen golvvärme för att sänka den totala energiförbrukningen eftersom golvvärme är ett lågtemperatursystem.

## Nackdelar med golvvärme
Golvvärme ingjuten i betong är ett trögt värmesystem, som behöver längre tid att höja eller sänka temperaturen i rummet. 
En annan nackdel är att golvbelag av trä eller parkett kan skadas av för snabb uttorkning, eller växlingar i temperaturen. Om bottenplattan inte är mycket väl isolerad läcker värme ut till marken vilket ökar byggnadens energiförbrukning jämfört med annat uppvärmningssystem till exempel traditionella radiatorer. Med en isoleringstjocklek cirka 10 cm under plattan kan ett hus med golvvärme dra 30 % mer uppvärmningsenergi än om det haft radiatorer.[källa behövs]

## Golvvärme historiskt sett

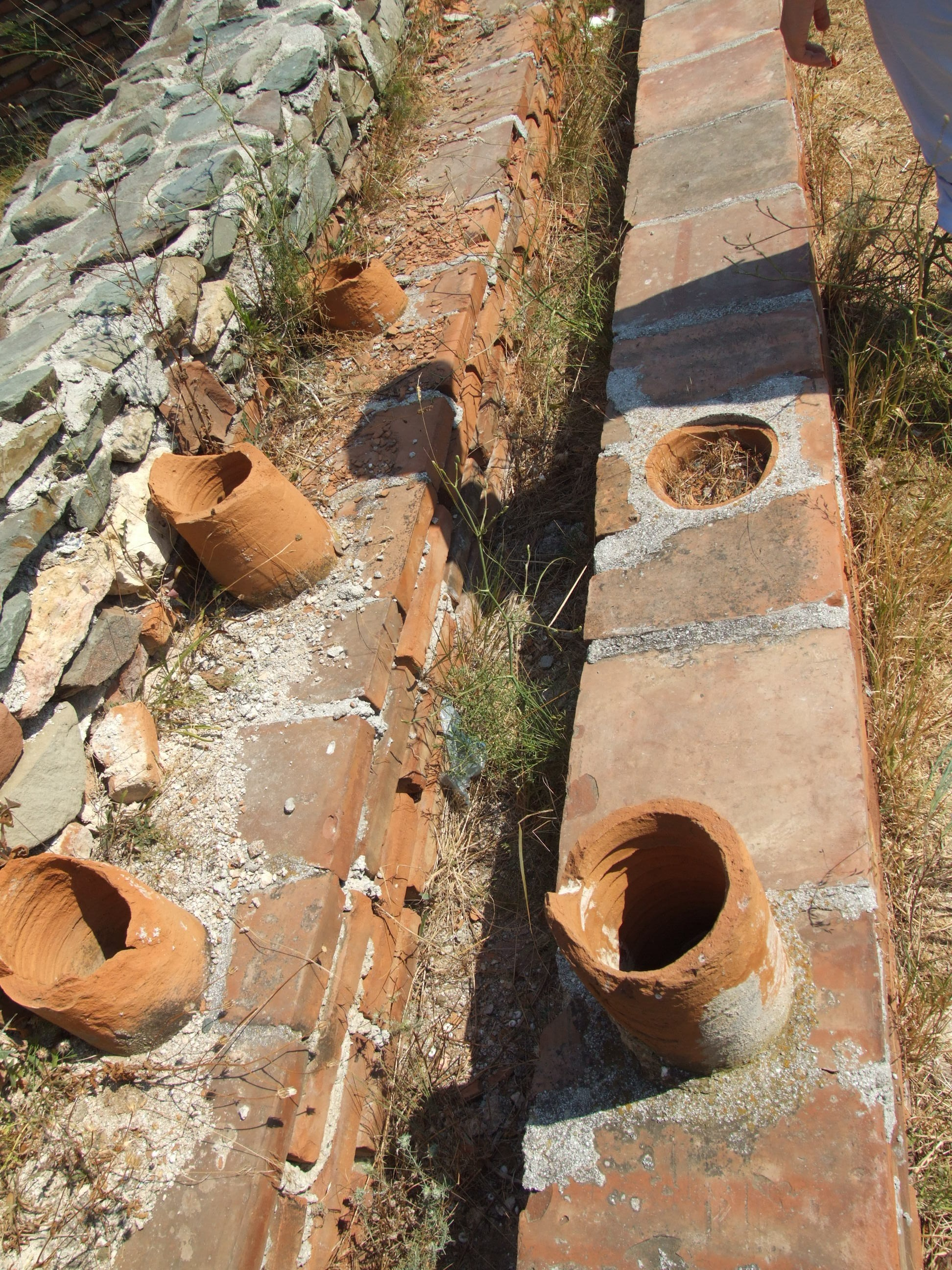
Detalj av rör i vägg från ett Romerskt byggnadsverk.
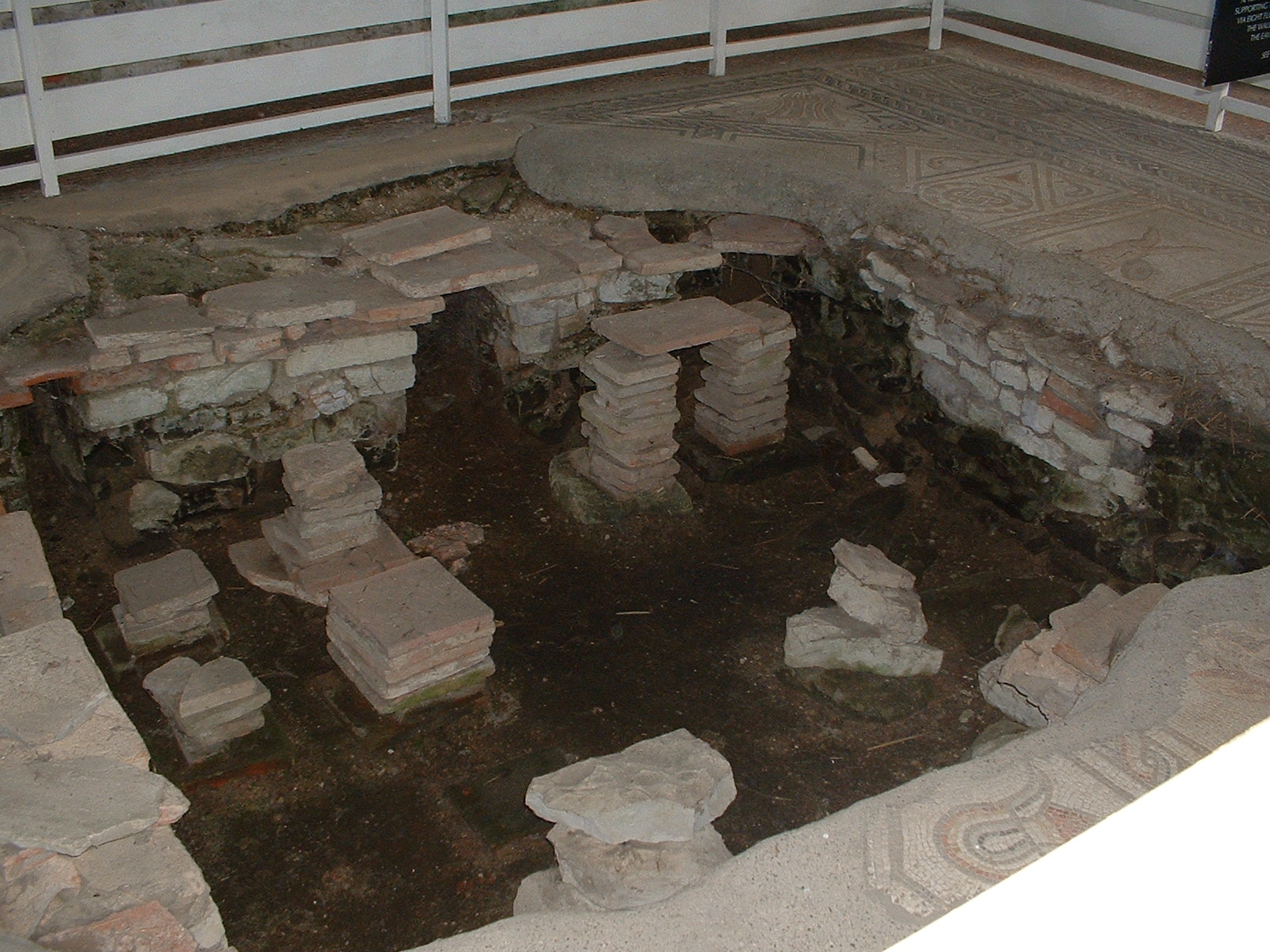
Delvis intakt hypocaust golv i en Bignor Romersk Villa.
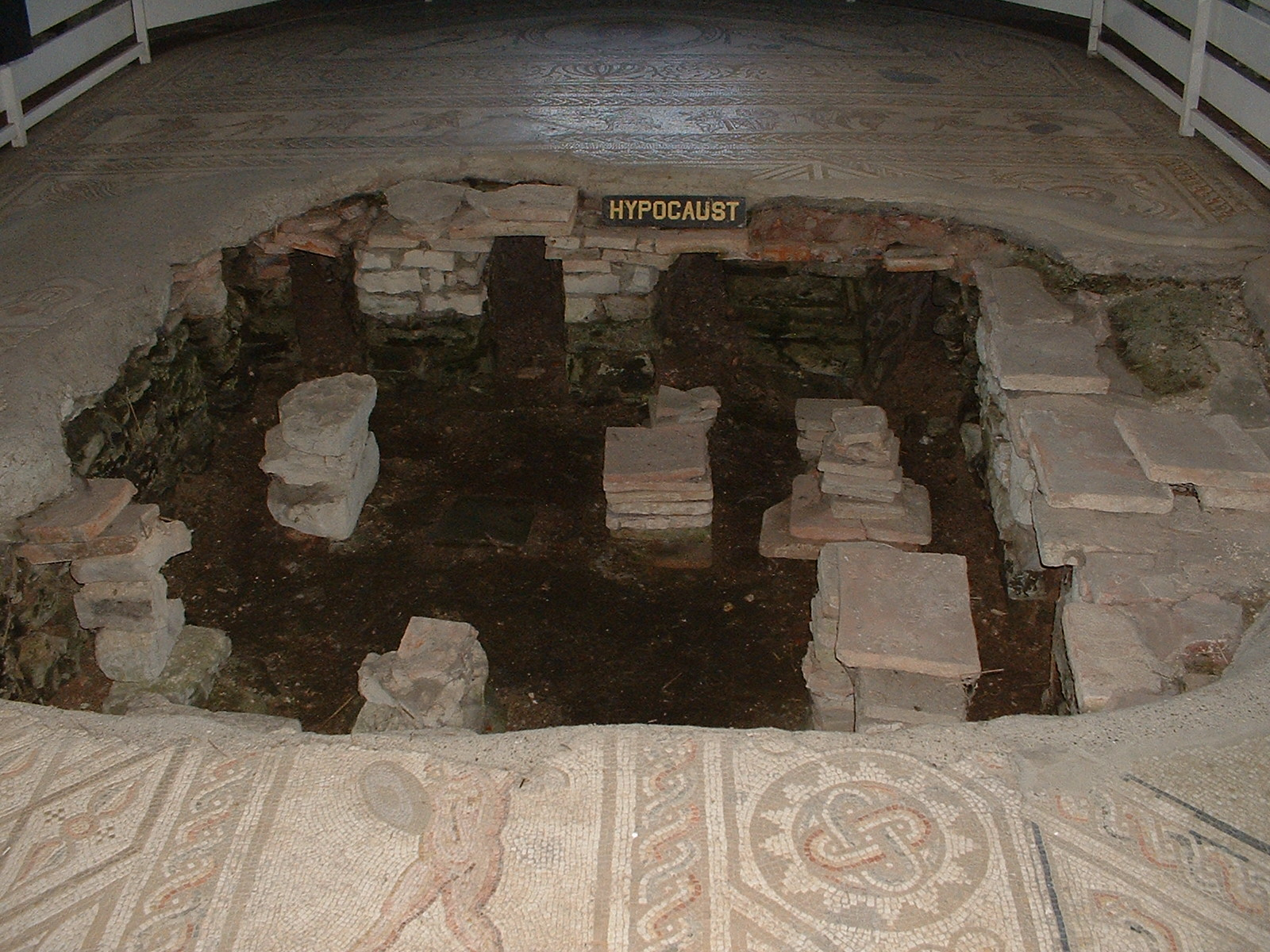
Delvis intakt hypocaust golv i en Bignor Romersk Villa.

Golvvärme, från grekiska hypokauston gav värme underifrån. Romarna var vad man vet inte de första som har använt hypocaust. Oftast var det varma rökgaser eller vatten från heta källor för att varma upp bostäder eller badhus. På sommaren kunde man kyla bostaden med att låta kallt vatten flöda genom rören.